# Mientras me curo del cora
«Mientras me curo del cora» (estilizado en mayúsculas) es una canción de la cantautora colombiana Karol G. La canción fue lanzada el 7 de marzo de 2023 a través de Universal Music Latino, como el sexto sencillo de su cuarto álbum de estudio, Mañana será bonito.

## Antecedentes y composición
«Mientras me curo del cora» fue expuesto por primera vez en el Festival Internacional de la Canción de Viña Del Mar el 24 de febrero de 2023, donde una parte de la canción fue interpretada en vivo por Karol G por primera vez. Giraldo también reveló que la canción aparecería en su próximo cuarto álbum de estudio.  La canción fue lanzada oficialmente el 24 de febrero de 2023, junto con el lanzamiento de su álbum, Mañana será bonito.
«Mientras me curo del cora» contiene un arreglo enteramente vocal hecho por el colombiano Juan Andrés Ospina, para el cuál él mismo grabó 38 pistas vocales con su voz. La canción fue producida por Ospina y Linda Goldstein (productora del hit mundial de 1985 de Bobby McFerrin «Don’t Worry Be Happy»). En la canción Karol G habla sobre estar mal y ver la vida desde un punto de vista optimista.

## Desempeño comercial
«Mientras me curo del cora» debutó en el puesto 68 de la lista Billboard Hot 100 de Estados Unidos el 11 de marzo de 2023.
En la lista Billboard Hot Latin Songs de EE. UU. el 11 de marzo de 2023, la canción debutó en el número 8, convirtiéndose en el decimonoveno top ten de Giraldo en la lista.
En el Billboard Global 200, la canción debutó en el número 45 en la lista del 11 de marzo de 2023.
«Mientras me curo del cora» recibió una nominación en la 24.a entrega de los premios Latin Grammy 2023 en la categoría de Mejor Grabación del Año. 

## Vídeo musical
El vídeo musical de «Mientras me curo del cora» fue dirigido por Pedro Artola y fue lanzado en el canal de YouTube de Karol G el 7 de marzo de 2023. Fue grabado en Hawái, Estados Unidos, y en ella aparece Karol G en las playas y relajándose en otros lugares paradisíacos de la isla de Oahu. En unas partes del video, se ve a una chica bailando hula vestida con un vestido añil y con collar de flores rosas y luego se ven unas gallinas cantando. Esas partes se ven en la marca 0:12 y en la 0:14. Luego, Karol G canta y baila con un bikini granate. El video termina con la artista cantando una parte del sencillo con el acompañamiento de un ukelele.

## Listas
| Listas (2023)                      | Mejor posición |
| ---------------------------------- | -------------- |
| Argentina (Argentina Hot 100)      | 60             |
| Bolivia (Monitor Latino)           | 2              |
| Chile (Billboard)                  | 8              |
| Colombia (Billboard)               | 4              |
| Ecuador (Billboard)                | 11             |
| España (Billboard)                 | 24             |
| España (PROMUSICAE)                | 23             |
| Estados Unidos (Billboard Hot 100) | 68             |
| Estados Unidos (Hot Latin Songs)   | 8              |
| Global 200 (Billboard)             | 40             |
| Perú (Billboard)                   | 9              |

## Certificaciones
| País                                                             | Certificación | Ventas  |
| ---------------------------------------------------------------- | ------------- | ------- |
| España                                                           | Platino       | 40,000^ |
| ^ cifras de envíos sobre la base de la certificación por sí sola |               |         |